# Tomatina

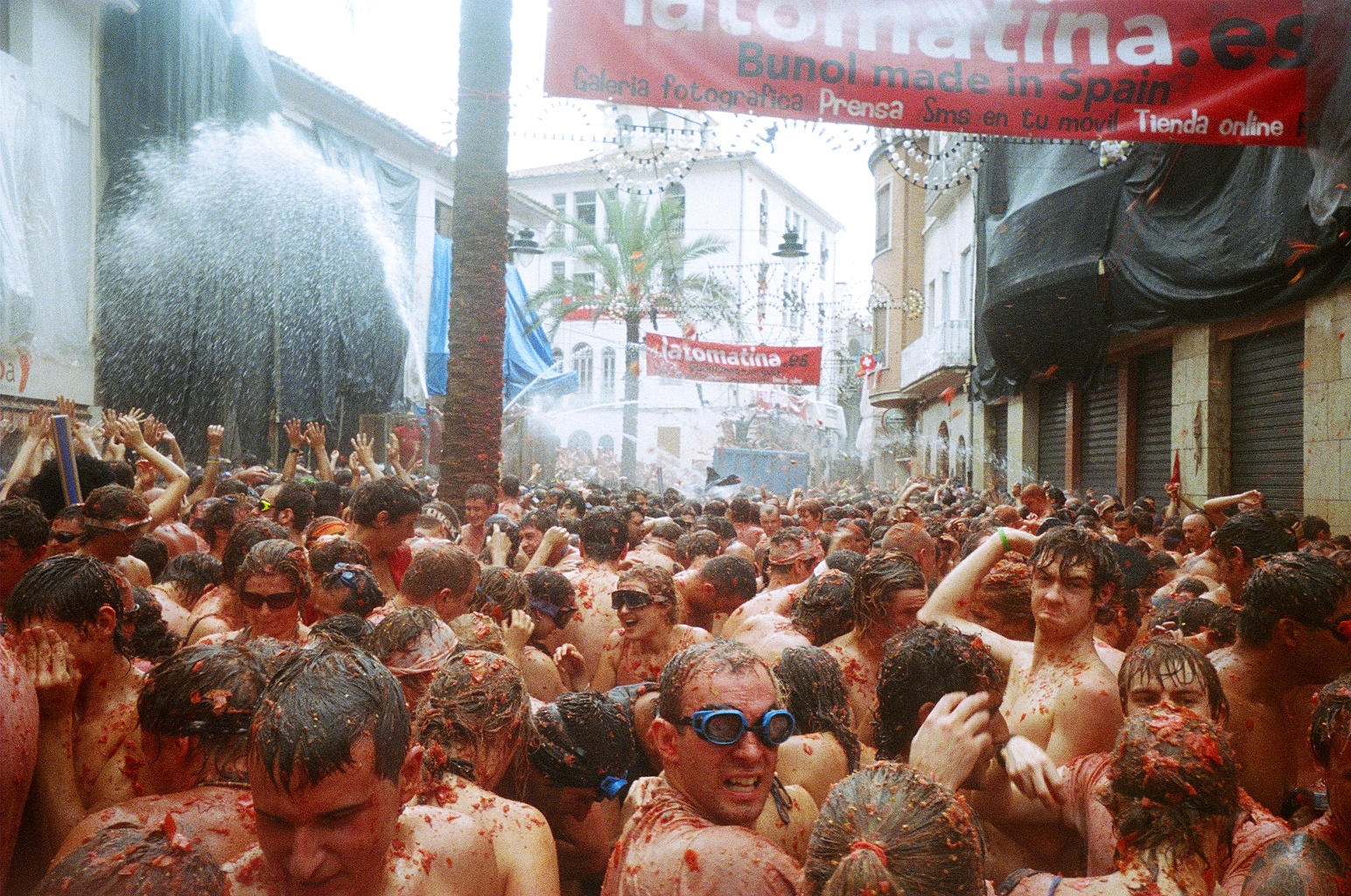
Tomatenschlacht bei der Tomatina im Jahr 2006

Die Tomatina ist ein spanisches Fest, das jedes Jahr im Rahmen der Stadtfeier (fiestas patronales) von Buñol (Region Valencia) am Mittwoch der letzten Augustwoche stattfindet. Bei dem Fest bewerfen sich die Teilnehmer mit überreifen Tomaten.

## Ablauf der Tomatina

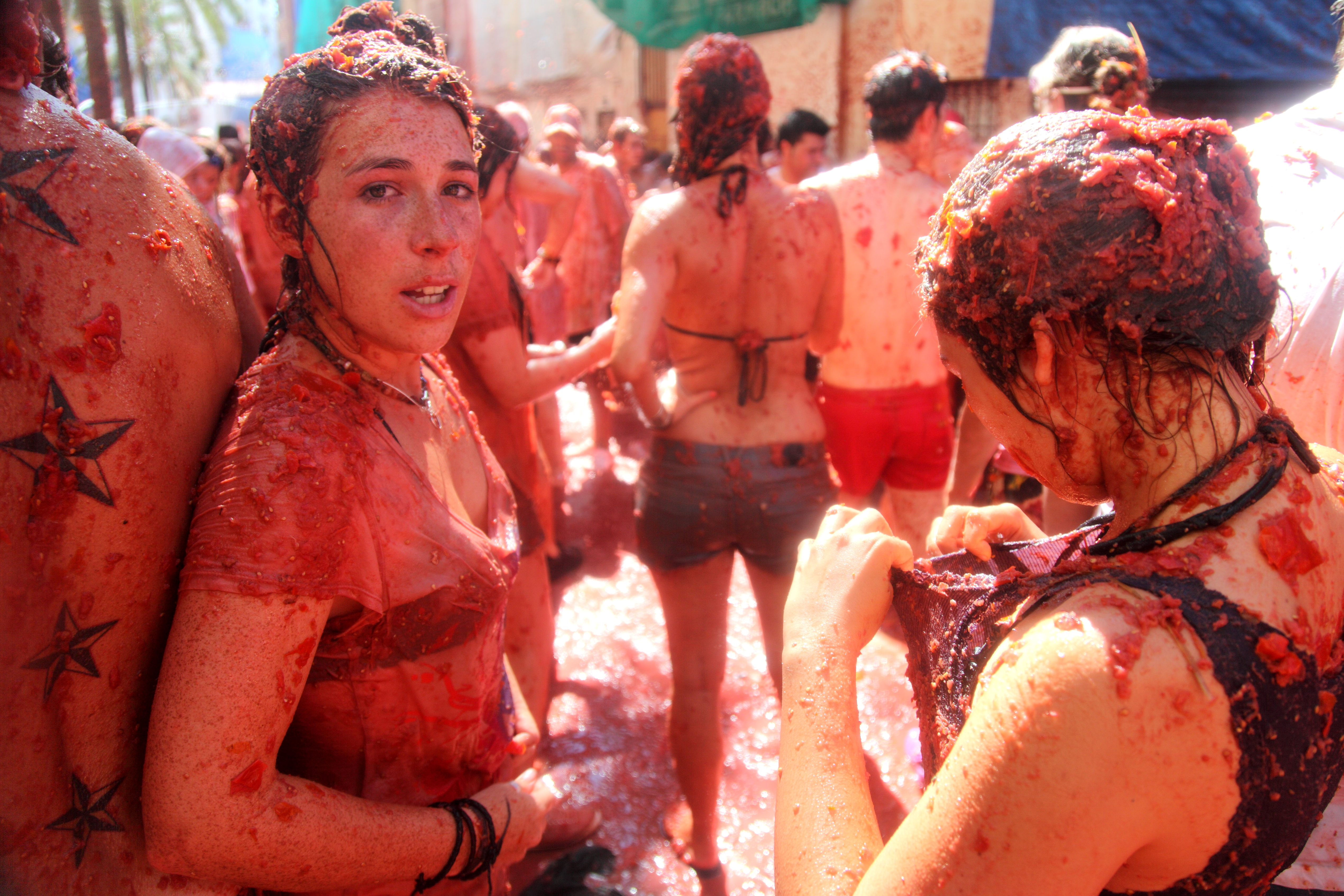
Die Tomatina im Jahr 2010

Bei dem Fest, zu dem Tausende (ca. 50.000 im Jahr 2012, seitdem ca. 20.000 aufgrund von Teilnehmerzahlbeschränkungen) aus aller Welt nach Buñol (ca. 10.000 Einwohner) strömen, werden überreife Tomaten in einer harmlosen Schlacht durch die Straßen geworfen. Die bereits überreifen Tomaten werden tonnenweise von LKW in die Straßen von Buñol gekippt, so dass nach der Schlacht regelrechte Flüsse aus Tomatensaft durch die Straßen laufen. Die Besucher sind meist keine Spanier, sondern kommen als Touristen von allen Kontinenten.

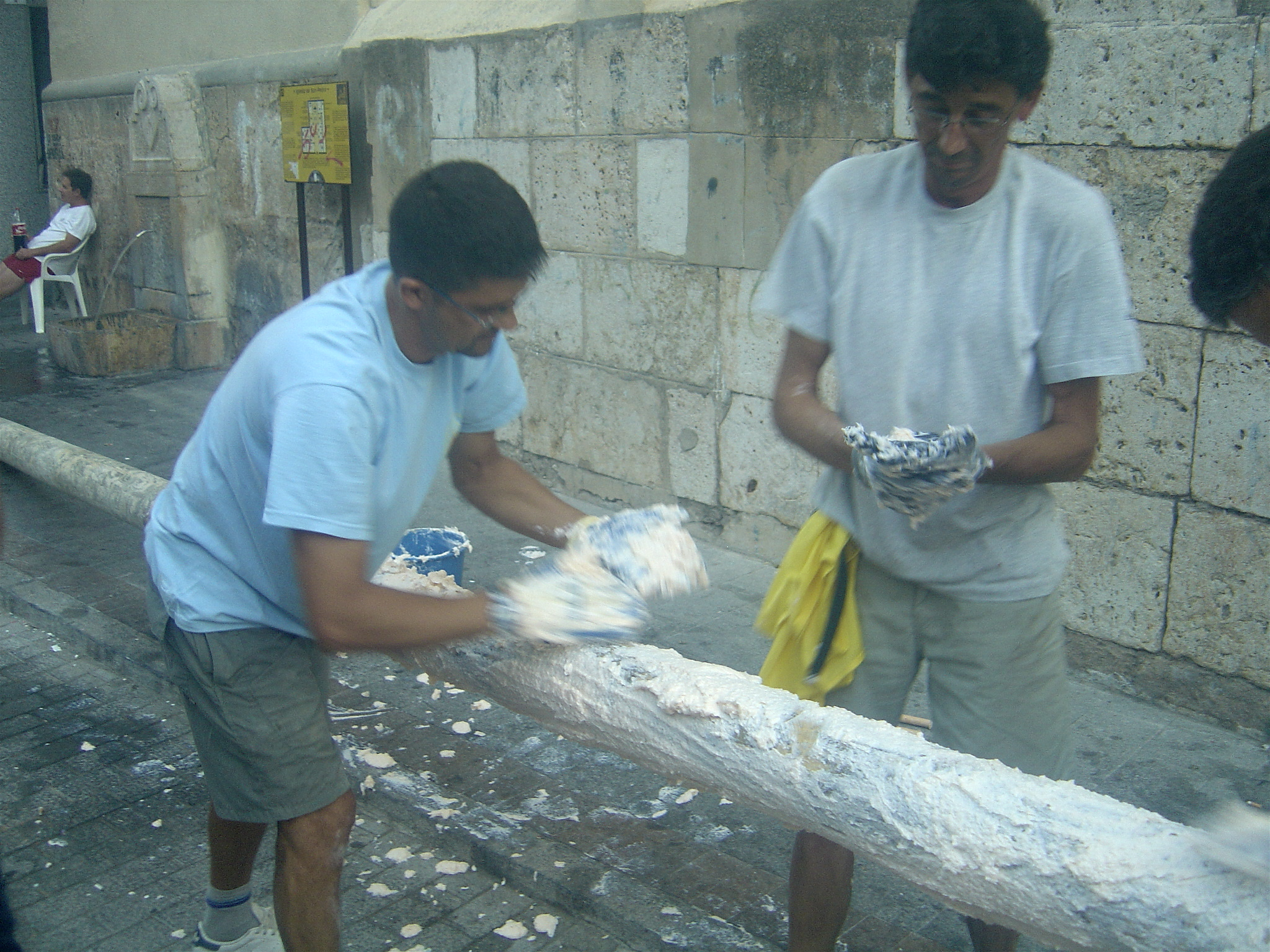
Zubereitung des „palo jabón“

 Das Zentrum der Schlacht ist die Plaza del Pueblo, auf der zu Beginn gegen 10 Uhr das sogenannte Schinkenstürmen stattfindet. Dabei wird versucht, einen etwa 9 Meter hohen, eingeseiften Baumstamm (span.: palo jabón) hinaufzuklettern, um an einen dort angebrachten Schinken zu gelangen.
Die eigentliche Schlacht startet um Punkt 11 Uhr mittags und endet eine Stunde später. Danach ist das Werfen von Tomaten nicht mehr zulässig, dies wird auch als Ehrenkodex eingehalten. Um schwerere Blessuren zu verhindern, ist es nach dem Reglement vorgeschrieben, die Tomaten vor dem Werfen in der Hand zu zerdrücken. Zudem sind die Lieferanten angewiesen, nur überreife Früchte bereitzustellen. Nach der Schlacht gibt es hilfsbereite Anwohner, die die Touristen per Gartenschlauch von Tomatenstücken befreien oder auch mobile Duschen am Bahnhof. Weiter gilt, dass alle Mitstreiter es als Kodex betrachten, nach der Schlacht beim Säubern der Straßen zu helfen.

## Historie
Die Tomatina fand erstmals vermutlich am 29. August 1945 statt. Die Tomatenschlacht wurde einfach zum Spaß erfunden; sie hat weder einen religiösen noch einen politischen Hintergrund. Es gibt unterschiedliche Versionen zum Ursprung. Laut Cuenca Yxeres und Giménez Chornet ist der wahrscheinlichste Ursprung eine nicht ernst gemeinte Auseinandersetzung zwischen Jugendgruppen während der lokalen Feierlichkeiten zu Ehren des Stadtpatrons. Andere Versionen besagen, dass Passanten einen Straßenmusiker mit Tomaten bewarfen und dieser prompt reagierte, indem er die Tomaten zurückwarf, oder dass ein Nachbarschaftsstreit der Ursprung war. Es kursiert auch eine Variante, nach der es bei einer Anti-Franco-Demonstration zur ersten Schlacht kam, was wiederum den nichtpolitischen Hintergrund widerlegen würde. Cuenca Yxeres und Gimenéz Chornet sehen in dieser ersten Tomatenschlacht einen Akt der Subversion für Jugendliche, sich dem nach strengen gesellschaftlichen Regeln laufenden Alltag (im Franco-Regime) zu entziehen. 1956 wurde die Tomatina von den Autoritäten verboten, nach Protesten aber 1959 – unter Auflagen (u. a. der Zeitraum von einer Stunde und die Verpflichtung zur Straßenreinigung durch die Teilnehmer) – wieder erlaubt. Seit 1980 organisiert die Stadtverwaltung das Ereignis. 1983 wurde das Ereignis erstmals überregional im Fernsehen übertragen, woraufhin sich sowohl die Teilnehmerzahl von 3.000 auf 10.000 erhöhte als auch die Menge an verwendeten Tomaten von 20.000 Kilogramm auf 40.000 Kilogramm in 1984. 2014 wurden 146.000 Kilogramm Tomaten geliefert.

## Besonderheiten
Die Tomatina des Jahres 2004 wurde in das Guinness-Buch der Rekorde aufgenommen. 38.000 Personen hatten sich eine Stunde lang gegenseitig mit 125.000 Kilogramm Tomaten beworfen.
Seit 2004 hat der Ort Sutamarchán in Kolumbien eine eigene Version der Tomatina.
Nachdem die Teilnehmerzahl im Jahr 2012 mehr als 50.000 Personen betrug, wurde 2013 die Zahl der Teilnehmer erstmals mittels eines Ticketsystems auf 20.000 begrenzt. Für Einheimische waren 5.000 Freikarten reserviert, die übrigen 15.000 wurden zum Stückpreis von 10 € verkauft.

## Kritik
Seit Mitte der 2010er Jahre wird rund um die Tomatina immer wieder Kritik wegen Lebensmittelverschwendung geäußert, so etwa durch die Tafeln (Bancos de Alimentación).